# Gloria Coates

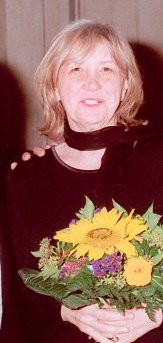
Gloria Coates

Gloria Coates (Wausau (Wisconsin), 10 oktober 1933 – München, 19 augustus 2023) was een Amerikaans-Duitse componiste die sedert jaren in Duitsland woonde.
Gloria Coates studeerde bij Aleksandr Tsjerepnin, Otto Luening en Jack Beeson. Al in haar studiewerken openbaarde zich een groot aantal van de kenmerken die haar werk later zouden typeren. Coates is bekend om haar voorliefde voor strijkersglissandi, en laat in haar werk vaak de strijkers meerdere glissandi simultaan spelen, wat een door critici als "smeltend" omschreven geluid geeft. Hiermee in contrast staat haar voorliefde voor strenge vormprincipes als de canon en het palindroom, en voor traditionele vormen als de symfonie en het strijkkwartet, genres die om de een of andere reden door vrouwelijke componisten weinig gebruikt worden. Om de eigenschap van de vele glissandi is haar werk wel met dat van Iannis Xenakis vergeleken, maar het mist diens ritmische gedrevenheid en is ook niet zo buitengewoon wiskundig ingedeeld.
Coates' bekendste werk is Music on Open Strings. Verder schreef zij ongeveer zestien symfonieën en tien strijkkwartetten. Een van haar symfonieën is aan de val van de Berlijnse Muur gewijd, haar achtste strijkkwartet componeerde zij ter nagedachtenis aan de zelfmoordaanslagen van 11 september 2001, haar negende strijkkwartet (2007) werd zoals alle andere opgenomen onder meer via het Naxos-label.
Coates overleed op 89-jarige leeftijd aan alvleesklierkanker.